# فيكتوريا براون
فيكتوريا براون (بالإنجليزية: Victoria Brown)‏ هي لاعبة كرة الماء أسترالية، ولدت في 27 يوليو 1985 في ملبورن في أستراليا.

## وصلات خارجية
- فيكتوريا براون على موقع الاتحاد الدولي للسباحة (الإنجليزية)
- فيكتوريا براون على موقع اللجنة الأولمبية الدولية (الإنجليزية)
- فيكتوريا براون على موقع أوليمبيديا (الإنجليزية)
- فيكتوريا براون على موقع اللجنة الأولمبية الأسترالية (الإنجليزية)